# Kenneth Jackson
Kenneth Hurlstone Jackson (1er novembre 1909 – 20 février 1991) a été un des plus éminents celtisants de sa génération. Il est né à Croydon, Angleterre, et décédé à Édimbourg en Écosse.

## Biographie
Il fait ses études sous la direction de Nora Kershaw Chadwick.
Il pratiquait et connaissait parfaitement les six langues celtiques (breton, cornique, écossais, gallois, irlandais, et mannois). Il a appris le breton à Plougrescant, dans le Trégor.
Il est professeur de celtique à Harvard en 1939, puis à l’Université d’Édimbourg en 1949 (où il occupe la chaire de Littérature celtique).
Il est également membre de plusieurs hautes institutions au Royaume-Uni et en Irlande et correspondant du Medieval Academy of America.
Il est l'auteur de divers ouvrages qui font autorité dont un monumental ouvrage (904 pages) sur la phonologie historique du breton (1967), où il démonte les théories du chanoine François Falc'hun, mais lui dédie son travail.
Il meurt en février 1991.

## Publications
- Language and history in Early Britain: A chronological survey of the Brittonic languages, first to twelfth century A.D., University of Edinburgh Press, Édimbourg, 1953,
- Contributions to the study of Manx phonology, University of Edinburgh Linguistic Survey of Scotland Series, 1955
- « The Arthur of History », Arthurian Literature in the Middle Ages, Oxford: Clarendon Press, 1959,  (ISBN 0-19-811588-1).
- « Arthur in Early Welsh Verse », Arthurian Literature in the Middle Ages, Oxford: Clarendon Press, 1959
- « The international popular tale and early Welsh tradition », The Gregynog Lectures, 1961, 1961, Cardiff: University of Wales Press.
- The oldest Irish tradition: A window on the Iron Age, Cambridge: University Press, 1964, réédité en 1999.
- A Historical phonology of Breton, Dublin Institute for Advanced Studies, Dublin, décembre 1967,  (ISBN 978-0901282538)
- A Celtic Miscellany, Translations from the Celtic Literatures
- The Gododdin: The Oldest Scottish poem, Edinburgh:University Press, 1969
- A Celtic Miscellany : Translations from the Celtic Literature, Penguin Paperback, 1972  (ISBN 0-14-044247-2). Poésie et prose des 6 six langues celtiques, gallois, irlandais, gaélique d'écosse, cornouaillais, breton et manx.